# Жинишкесу
Жинишкесу (каз. Жіңішкесу) — село в Зайсанском районе Восточно-Казахстанской области Казахстана. Входит в состав Каратальского сельского округа. Код КАТО — 634635200.

## Население
В 1999 году население села составляло 87 человек (45 мужчин и 42 женщины). По данным переписи 2009 года, в селе проживало 46 человек (25 мужчин и 21 женщина).